# Бэньцао ганму
«Бэньцао ганму» (кит. трад. 本草綱目, упр. 本草纲目, пиньинь Běncǎo Gāngmù, также известен как «Компендиум лекарственных веществ», 1578) — классический лечебник, написанный китайским учёным Ли Шичжэнем. Содержит описания 1074 растительных, 443 животных, 217 минеральных средств и около 12 тысяч рецептов, применявшихся в традиционной китайской медицине.

## Объём и содержание
В шестнадцати томах «Бэньцао ганму» 52 главы, где содержится описание как более 1500 трав и иных средств, которые были отмечены в уже существовавших ранее трудах, так и 374 новых вида. Ли Шичжень ввёл классификацию, где учитывались принципы Ган (класс), затем Му (порядок). Ранее существовавшие описания растений были исправлены и расширены. Ли Шичжэнь объяснил и исправил найденные им в ранних работах ошибки, рассказал о происхождении трав, дал их подробное описание. Подробные описания включали внешний вид, распространение, и основные лечебные свойства.